# Журавський Віталій Станіславович
Жура́вський Віта́лій Станісла́вович (нар. 8 травня 1955, м. Хорошів, Житомирська область, УРСР) — український політик, доктор політичних та юридичних наук, професор, академік Національної академії правових наук України, академік Української академії політичних наук, член Спілки юристів України, член Національної спілки журналістів України, заслужений діяч науки і техніки України, народний депутат України III, VI та VII скликань, автор понад 300 статей, монографій, навчальних посібників, підручників. Член Партії регіонів, згодом безпартійний.

## Життєпис
Народився 8 травня 1955 року у Володарськ-Волинському (нині Хорошів) Житомирської області. 1972 року закінчив місцеву СШ № 1.
1972—1975 — музичний керівник місцевого дитсадка № 1; робітник геофізичної партії рудника «Волинський»; робітник у ремонтно-будівельному управлінні.

### Освіта
1975—1986 — студент факультету журналістики, аспірант філософського факультету Київського державного університету імені Тараса Шевченка.
У 2000 році закінчив Київський міжнародний університет, спеціальність — правознавство.

## Політика
- 1998—2002 — народний депутат України III скликання. (Від Християнсько-демократичної партії, обраний по одномандатному округу № 68 в Житомирській області). Автор багатьох законопроєктів з питань реформування правової, політичної та економічної системи, соціального захисту населення, культури; Призначений першим заступником Голови Комітету Верховної Ради України з питань культури і духовності.
- 2002 — призначений Державним секретарем Міністерства освіти і науки України, незабаром призначений першим заступником Міністра освіти і науки України.
- 2004  — призначений першим заступником Міністра освіти і науки України — керівником апарату;
- 2006 — призначений заступником голови Київської міської державної адміністрації.
- 2010 — призначений Радником Президента України Віктора Януковича.
- 2012 — народний депутат України VI скликання (від Партії Регіонів, № 230 в списку); член комітету з питань охорони здоров'я.
- 2014 — на парламентських виборах 2012 року обраний народним депутатом VII скликання (від Партії Регіонів, обраний по одномандатному округу № 66 в Житомирській області, набравши 25,7 % голосів). Призначено секретарем Комітету Верховної Ради України з питань законодавчого забезпечення правоохоронної діяльності.
- Після перемоги євромайдану 27 лютого 2014 року вийшов з Партії Регіонів і залишок каденції був заступником голови депутатської групи «Економічний розвиток», з того часу безпартійний..

Власним коштом забезпечував військових шоломами та бронежилетами, надавав фінансову допомогу родинам полеглих бійців і пораненим в АТО.
16 вересня 2014 року праворадикальні активісти піддали Журавського «сміттєвій люстрації», кинувши в бак біля Верховної Ради. Коментуючи цей випадок, політик заявив, що інцидент зі сміттєвим баком є передвиборною провокацією його конкурента по округу.
На дострокових парламентських виборах 2014 програв по одномандатному округу № 66 в Житомирській області представнику «Народного Фронту» Павлу Дзюблику, зайнявши 2-е місце з 13,9 % голосів (у переможця — 19,2 %).
З листопада 2014 року — головний науковий співробітник Інституту законодавства ВРУ.

## Громадська діяльність
Засновник і голова громадської організації «Дістало!».

## Наукова діяльність
Має три вищі освіти — юридичну, філософську і журналістську. Кандидат філософських наук, доктор політичних наук, доктор юридичних наук.

### Захищені дисертації
1. Кандидатська дисертація з філософських наук «Естетичний аналіз методу художньої критики». Спеціальність 09.00.04 — естетика. Київ, КНУ ім. Т. Шевченка, 1987.
2. Кандидатська дисертація з юридичних наук «Політична система України: проблеми становлення і розвитку (правовий аспект)». Спеціальність 12.00.01 — теорія та історія держави та права; історія політичних та правових вчень. Університет внутрішніх справ, 2000.
3. Докторська дисертація з політичних наук «Політичний процес в сучасній Україні: політологічний аспект». Спеціальність 23.00.02 — політичні інститути і процеси. 1996.
4. Докторська дисертація з юридичних наук «Теоретичні та організаційно-правові проблеми становлення і розвитку українського парламентаризму» Спеціальності: 12.00.01 — теорія держави і права, історія політичних і правових вчень; 12.00.02 — конституційне право України.[7]

Автор понад 300 наукових робіт, в тому числі 11 монографій, 6 підручників, серед яких:
- «Основи правознавства»
- «Філософія права»
- «Конституційне право України»
- «Державне будівництво та місцеве самоврядування в Україні» та інші[8].

Член Спілки юристів України, член Національної Спілки журналістів України.

## Премії та нагороди
- 24 серпня 2013 — орденом «За заслуги» І ступеня, нагороджений президентом Януковичем.[9]
- премія ім. Ярослава Мудрого «За підготовку і видання підручників для студентів юридичних спеціальностей у вищих навчальних закладах освіти»;

- Почесне звання «Заслужений діяч науки і техніки України» (2000 р.)[10].
- Грамота Верховної Ради України «За заслуги перед українським народом» (2001 г.).
- Пам'ятна медаль Верховної Ради України «Десять років незалежності України» (2002 р).
- Орден «За заслуги» II ступеня (2008 р.)[10].
- Орден «За заслуги» III ступеня (2003 р.)[10].
- Почесна грамота Кабінету Міністрів України (2004 р.)[10].
- Почесна грамота Верховної Ради України «За особливі заслуги перед Українським народом» (2004 р).

## Критика

Акція протесту проти Журавського

Весною 2008 року Журавського звинуватили у тому, що його племінниця Ірина перемогла на конкурсі «Міс Україна» завдяки впливовому дядькові. Політик заперечив свою причетність до цього.
Внесення Журавським до ВРУ проєкту закону про наклеп та прийняття його 18 вересня 2012 року викликало у суспільстві обурення. Журналісти організували численні акції протесту. Журавський відкликав законопроєкт. Рішення Журавського відмовитися від своєї пропозиції схвалив генеральний секретар Ради Європи Турбйорн Ягланд.
Восени 2012 року на виборах до ВРУ, активісти кампанії «Помста за розкол країни» проводили численні пікети та акції протесту проти Журавського як кандидата.
На виборах до ВРУ 2019 року активісти «Відсічі» поширювали листівки проти Віталія Журавського в межах кампанії «Червоні лінії», активісти «С14» закликали не голосувати за колишніх регіоналів, зокрема Журавського.

### «Ворог преси»
За результатами щорічного дослідження Інституту масової інформації та Незалежної медіа-профспілки потрапив до десятки найбільших ворогів української преси у 2012—2013 роках.
2018 року став на захист проросійських телеканалів «NewsOne» та «112 Україна», коли ті опинилися на межі закриття.

### Контейнер для сміття
16 вересня 2014 року мітингарі під Верховною Радою України викинули Журавського у сміттєвий контейнер. Коментуючи це, він заявив, що це провокація його конкурента по округу.
27 вересня стало відомо, що під час передвиборчої агітації в Володарськ-Волинському районі Журавський пройшов народну люстрацію — його закидали курячими яйцями та облили водою.